# Argonaut Software
Argonaut Software was een Brits computerspelontwikkelaar. Het werd opgericht door Jez San in 1982. De naam van het bedrijf kwam van de film Jason and the Argonauts.

## Geschiedenis
Het bedrijf ontwikkelde zijn eerste spel voor de Commodore 64 genaamd Skyline Attack. Later ontwikkelde het een 3D spel genaamd Starglider voor de Amiga en Atari ST
In 1993 ontwikkelde het de Super FX chip die 3D graphics mogelijk maakt voor de SNES. Ze maakte dan Star Fox samen met Nintendo die de chip zullen gebruiken. Argonaut Software werd dan in 2 gesplitst in Argonaut Technologies en Argonaut Games in 1999. In oktober van 2004 ontsloeg Argonaut Games 100 werknemers en werd verkocht. Dat was omdat ze niet genoeg spelletjes uitbrachten om rendabel te blijven.
In oktober 2004 werd het bedrijf opgeheven.

## Ontwikkelde spellen
- Skyline Attack, 1984 (Commodore 64)
- Starglider, 1985
- Starglider 2, 1988
- Days of Thunder, 1990 (Atari ST, Amiga)
- Race Drivin', 1992 (Atari ST, Amiga)
- A.T.A.C, 1992 (PC Cd-rom)
- Bird of Prey, 1992 (AMIGA)
- Star Fox, 1993 (SNES)
- King Arthur's World, 1993 (SNES)
- Creature Shock, 1994 (PC CDROM)
- Ren & Stimpy Firedogs, 1994 (SNES)
- FX Fighter, 1995 (PC CDROM)
- Alien Odyssey, 1997 (PC CDROM)
- Croc: Legend of the Gobbos, 1997 (PlayStation)
- Buck Bumble, 1998 (Nintendo 64)
- Croc 2, 1999 (PlayStation)
- The Emperor's New Groove (NL: Keizer Kuzco), 2000 (PlayStation, PC)
- Alien Resurrection, 2000 (PlayStation, PC)
- Harry Potter and the Sorcerer's Stone, 2001 (PlayStation)
- Red Dog: Superior Firepower, 2000 (Dreamcast)
- Bionicle: Matoran Adventures, 2002 (GBA)
- Bionicle, 2003 (Xbox, PC, PS2, GameCube)
- I-Ninja, 2003 (Xbox, PC, PS2, GameCube)
- Carve, 2004 (Xbox)
- Malice, 2004 (Xbox, PS2)